# La Fassina del Solà
La Fassina del Solà, popularment Porxo del Rector, fou una fassina, fàbrica d'aiguardent, del terme municipal de Monistrol de Calders, de la comarca del Moianès.
Està situada a tocar del poble, al seu sud-est, darrere de l'església parroquial de Sant Feliu i de la Rectoria, o Mas Guardiola, prop de l'extrem nord del carrer del Molí, al costat nord de la Fàbrica Nova.
Fou construïda a darreries del segle xvii pels del mas del Solà per tal de convertir en aiguardent una part de la immensa collita de raïm que hi havia en aquell moment a les seves terres. Un segle més tard, ja no funcionava, i fou donada a l'església, juntament amb el mas Guardiola.